# Circolo Nautico Posillipo 1992-1993
Questa voce raccoglie le informazioni riguardanti il Circolo Nautico Posillipo nelle competizioni ufficiali della stagione 1992-1993.

## Rosa
| N° |                        | Ruolo | Giocatore                  |
| -- | ---------------------- | ----- | -------------------------- |
|    | Jugoslavia (bandiera)  | P     | Aleksandar Šoštar          |
|    | Italia (bandiera)      |       | Fabio Galasso              |
|    | Stati Uniti (bandiera) |       | Chris Humbert              |
|    | Italia (bandiera)      |       | Giuseppe Porzio (Capitano) |
|    | Italia (bandiera)      |       | Massimo Fiorentino         |
|    | Italia (bandiera)      |       | Mario Fiorillo             |
|    | Italia (bandiera)      |       | Franco Porzio              |
|    | Italia (bandiera)      |       | Fulvio Di Martire          |
|    | Italia (bandiera)      |       | Ferdinando Gandolfi        |

| N° |                   | Ruolo | Giocatore        |
| -- | ----------------- | ----- | ---------------- |
|    | Italia (bandiera) |       | Piero Fiorentino |
|    | Italia (bandiera) |       | Valerio Antinori |
|    | Italia (bandiera) |       | Fabio Galasso    |
|    | Italia (bandiera) |       | Marco Galasso    |
|    | Italia (bandiera) |       | Luca Capuano     |
|    | Italia (bandiera) |       | Gianluca Galante |
|    | Italia (bandiera) |       | Bruno Antonino   |
|    | Italia (bandiera) |       | Enrico Brancato  |
|    | Italia (bandiera) |       | Gennaro Sapio    |